# Strängnäs stifts riksdagsmän i prästeståndet
Följande personer företrädde Strängnäs stift i prästeståndet vid Sveriges ståndsriksdag. Listan är komplett för ståndsriksdagarna 1809–1866 men inkluderar inte tidigare riksdagar.
Enligt 1810 års riksdagsordning var biskopen i varje stift självskriven ledamot i prästeståndet. Strängnäs stift skulle bland sina kyrkoherdar utse fyra ledamöter, och komministrarna i stiftet hade möjlighet att inom sig utse ytterligare en ledamot.

### Riksdagen 1809–1810
- Biskop Johan Adam Tingstadius
- Mattias Falk
- Karl Gezelius
- Seth Wallqvist

### Urtima riksdagen 1810
- Biskop Johan Adam Tingstadius
- Mattias Falk
- Karl Gezelius
- Hans Graffman
- Seth Wallqvist

### Urtima riksdagen 1812
- Biskop Johan Adam Tingstadius
- Mattias Falk
- Karl Gezelius
- Hans Graffman
- Jonas Linderholm

### Urtima riksdagen 1815
- Biskop Johan Adam Tingstadius
- Mattias Falk (intog sin plats 6/3 1815)[3]
- Hans Graffman
- Nils Grandelius
- Albrekt Julius Segerstedt

### Urtima riksdagen 1817–1818
- Biskop Johan Adam Tingstadius (frånvarande)
- Hans Graffman (intog sin plats 26/11 1817)[4]
- Nils Grandelius (intog sin plats 23/12 1817)[5]
- Olof Hultin
- Pehr Thyselius

### Riksdagen 1823
- Biskop Johan Adam Tingstadius (frånvarande)
- Frans Michael Franzén
- Hans Graffman
- Olof Hultin
- Pehr Thyselius

### Riksdagen 1828–1830
- Biskop Pehr Thyselius
- Per Olof Gravander
- Hans Olof Holmström
- Nils Kellström
- Anders Nils Åstrand

### Urtima riksdagen 1834–1835
- Biskop Pehr Thyselius
- Hans Olof Holmström
- Johan Jacob Nibelius
- Per Rosén
- Anders Nils Åstrand

### Riksdagen 1840–1841
- Biskop Hans Olof Holmström
- Wilhelm Gumælius
- Herman Lahng
- Johan Jacob Nibelius
- Anders Nils Åstrand (död 10/12 1840)
  - Georg Helén (från 13/3 1841)

### Urtima riksdagen 1844–1845
- Biskop Hans Olof Holmström
- Wilhelm Gumælius
- Johan Gustaf Hedin
- Georg Helén
- Johan Jacob Nibelius
- Olof Ulrik Uddén

### Riksdagen 1847–1848
- Biskop Hans Olof Holmström
- Thure Annerstedt
- Johan Daniel Gellerstedt
- Wilhelm Gumælius
- Johan Jacob Nibelius

### Riksdagen 1850–1851
- Biskop Hans Olof Holmström
- Thure Annerstedt
- Wilhelm Gumælius
- Anders Lagergren
- Isak Samuel Widebeck

### Riksdagen 1853–1854
- Biskop Thure Annerstedt
- Johan Daniel Gellerstedt
- Wilhelm Gumælius
- Johan Peter Kullman
- Anders Lagergren

### Riksdagen 1856–1858
- Biskop Thure Annerstedt
- Johan Daniel Gellerstedt
- Wilhelm Gumælius
- Anders Lagergren
- Isak Samuel Widebeck

### Riksdagen 1859–1860
- Biskop Thure Annerstedt
- Wilhelm Gumælius
- Johan Peter Kullman
- Erik Malmborg
- Nils Gustaf Wennerström
- Isak Samuel Widebeck

### Riksdagen 1862–1863
- Biskop Thure Annerstedt
- Wilhelm Gumælius
- Pehr Thyselius
- Nils Gustaf Wennerström
- Isak Samuel Widebeck (död 1/4 1863)
  - Karl Johan Landgren (från 15/4 1863)

### Riksdagen 1865–1866
- Biskop Thure Annerstedt
- Wilhelm Gumælius
- Jakob Lundberg
- Pehr Thyselius
- Nils Gustaf Wennerström